# Ystradowen
Ystradowen är en by i community Penllyn, i kommunen Vale of Glamorgan, i Wales. Byn är belägen 14 km från Barry. Byn hade 803 invånare år 2021.